# Марал Рахманзаде
Марал Юсиф кизи Рахманзаде (азерб. Maral Yusif qızı Rəhmanzadə); (1916—2008) — азербайджанський графік, народна артистка Азербайджанської РСР (1964), лауреатка Державної премії Азербайджанської РСР (1965).

## Біографія
Марал Рахманзаде народилася 23 липня 1916 року в Баку. У 1930—1933 роках навчалася в Азербайджанському Державному художньому технікумі. У 1934—1940 роках продовжила освіту в Московському державному художньому інституті імені Сурикова
Марал Рахманзаде — перша азербайджанка, яка отримала професійну мистецьку освіту. Особливо продуктивно вона працювала в жанрі графіки. У роки німецько-радянської війни М. Рахманзаде створила великі станкові серії патріотичного змісту. Одна з серій присвячена героїзму радянських жінок у роки війни — «Народне ополчення», «Жінки в строю», «Дочка партизана», «Зв'язкова». Інша серія, що складається з 19 листів, — праці людей в тилу — «Робота в колгоспі», «Общественницы», «Артисти виступають перед фронтовиками». На листі «Дружини замінюють чоловіків» зображені працюючи на заводі верстатів жінки. Малюнки виконані художницею в техніці чорної акварелі з подальшим опрацюванням вугіллям.
У 1940-і роки Марал Рахманзаде працювала над ілюструванням художньої літератури. В 1945 році вона оформила книги «Дахнаме» Хатаї і «Країна вогнів» А. Зограббекова. Особливо вдало було виконано поетичні жіночі образи в книзі «Дахнаме». Також у двох ілюстраціях М. Рахманзаде зобразила автора книги — поета-шаха Ісмаїла Хатаї: на одній його портрет у профіль, на іншій поет зображений з пером у руці в поетичній обстановці ночі. В численних ілюстраціях роману «Країна вогнів» Рахманзаде зображала обстановку, пейзаж, архітектуру, костюм, точно дотримуючись літературному опису. На першій ілюстрації зображені вершники зблизька, що займають ліву частину листа. Перед їх очима відкрилася мальовнича панорама бухти і таємнича вежа, до господині якої вони направляються. У ці роки М. Рахманзаде також виконала ілюстрації до творів «Дівоча башта» і «Гюльзар» Дж. Джаббарли.
У повоєнні роки Марал Рахманзаде інтенсивно працювала в галузі станкової графіки. У 1947 році на ювілейній виставці вперше була експонована серія автолітографій «Нафта», що складається з 10 листів, на яких показана історія нафтового краю. Серія починається з композиції «Вогнепоклонники», що зображає сцену поклоніння вічного вогню, і завершується морським пейзажем з нафтовим танкером, що йде в далечінь. Інші листи цієї серії — автолітографії «Новий промисел», «На буровій», «Качалка», «Фонтан закутий в трубу». У 1948 році Марал Рахманзаде завершила серію під назвою «Баку соціалістичний», також складається з 10 аркушів. До неї увійшли індустріальні та міські пейзажі, а також жанрові композиції «Зміна вахти», «День вахти», «На будівництві нового будинку».
Результативними для художниці були поїздки на морські промисли — «Нафтові камені». Марал Рахманзаде стала першим художником, яка поїхала працювати на Нафтові Камені. Перебуваючи серед нафтовиків, спостерігаючи їх трудові будні, побут, вона малювала промислові пейзажі Каспію, будівництво естакад, нафтові резервуари, вишки, налив нафти. На звітній виставці вона представила малюнки та акварелі, що зображують найбільш характерні епізоди трудового життя нафтовиків Каспію. Ці роботи крім бакинців побачили і трудівники «Нафтових каменів», тобто ті, кому вони були присвячені. Марал Рахманзаде створила серію автолітографій під назвою «У нас на Каспії». У Москві був виданий альбом з цієї серії, що складається з 15 кольорових літографій.
На літографії «У відкритому морі» зображені вертикалі вишок, сталеві естакади, блискуча гладінь моря. У роботах «Черговий катер», «Привезли продовольство», «В штормову» художниця зобразила нелегке трудове життя, своєрідний побут нафтовиків. Ці серії літографій принесли Рахманзаде широку популярність і вже тоді були не раз експоновані на всесоюзних та зарубіжних виставках.
У 1950 році Марал Рахманзаде оформила двотомник творів Джафара Джаббарли. Вона виконала кілька шмуцтитульних листів, що зображують персонажі п'єс «Севіль», «Алмас», «Солгун чичеклер» («Зів'ялі квіти») Джаббарли. У тому ж році була видана історична повість Мірзи Ахундова «Алданмыш кавакиб» («Ошукані зірки») з ілюстраціями М. Рахманзаде. Художниця також ілюструвала і перекладні видання — «Євгеній Онєгін» Олександра Пушкіна, "Герой нашого часу Михайла Лермонтова.
Наприкінці 1950-х років Марал Рахманзаде створила серію кольорових автолітографій «Баку». На цих аркушах зображені міські парки та площі, панорами морських нафтопромислів. Серія «Баку» була показана вперше в 1959 році на виставці, приуроченій до Декади літератури та мистецтва Азербайджану в Москві. В цей же час Рахманзаде працювала з автолітографіями, присвяченими Чехословаччині, серед яких виділяються пейзажі «Зимовий день Карлових Вар», «Вулиця в місті Хеб», «Центральна площа міста Хеб», «Санаторій Річмонд» та інші. Літографії чехословацької серії були показані в 1961 році на республіканській виставці «Світ очима художників Азербайджану», а також у Москві на груповій виставці, присвяченій Чехословаччини. У наступні роки Марал Рахманзаде працювала в техніці ліногравюри. Перші роботи, виконані в цій техніці, вона присвятила заводам-гігантам двох молодих міст — Сумгаїта та Руставі. Кожна з двох серій складається з шести індустріальних пейзажів і міських пейзажів та двох портретів, які зображують передовиків виробництва.
У 1960-роках художниця побувала в деяких віддалених районах Азербайджану. Підсумком цієї поїздки з'явилися нові серії кольорових ліногравюр: «Моя батьківщина» і «Азербайджан». У цих серіях кілька робіт присвячені природі Нахічевані. В одній з таких пейзажів зображена зорана земля, лінії борозен якої ведуть до річки, а за рікою, розкинулося село. В інший ліногравюрі художниця зобразила нову дорогу в горах: високовольтна лінія електропередач і шосе на тлі красивих скель. Крім нахічеванських пейзажів в ці серії увійшли і пейзажі села Хиналик на півночі Азербайджану. У цьому віддаленому гірському селі — навколо прямовисні скелі, на самій вершині гори плоскодахові будиночки, ніби один на іншому побудовані. У Хиналіку художниця вивчала побут жителів села, багато малювала, писала аквареллю. У цих линогравюрах вона зобразила суворі по колірному рішенню краєвиди села, вкриті вічними снігами гори, круті обриви, прості за формою споруди, жителі в національних костюмах. У 1956 році в Баку було видано історичний роман М. С. Ордубаді «Меч і перо» з ілюстраціями Марал Рахманзаде. У 1963 році вона виконала ілюстрації для академічного видання «Азербайджанські казки».
Марал Рахманзаде — старша сестра скульптора і почесного діяча Академії мистецтв Республіки Казахстан, Вагіфа Рахманова. Вона є тіткою канадської співачки Деніз Рено (вона ж Деніз Рахманова), казахсько-німецького художника Наргіса Рахманова-Дреслера та казахського митця Айгула Рахманова.

## Нагороди та премії
- орден «Знак Пошани» (09.06.1959)
- Орден «Слава» (Азербайджан) (22.07.1996)
- Державна премія Азербайджанської РСР (1965)